# Alexandre Antigna
Alexandre Antigna (n. 7 martie 1817, Orléans, Franța – d. 26 februarie 1878, Paris, Franța) a fost un pictor francez.

## Biografie
Admis la École nationale supérieure des beaux-arts din Paris în 1839, student pentru un an al lui Sébastien Norblin și apoi timp de șapte ani al lui Paul Delaroche, Alexandre Antigna este mai presus de toti pictorii celor umili, dovadă fiind cele mai faimoase lucrări ale sale: L'Éclair (1848, Musée des Augustins din Toulouse), L'Incendie (1850-1851, Musée des Beaux-Arts d'Orléans) și La Halte forcée (1855, Musée des Augustins din Toulouse). În anii 1850, tabloul său Après le bain (sau Les Baigneuses, 1849, Musée des Beaux-Arts d'Orléans) a provocat un scandal în orașul său natal.
Foarte repede clasificat printre realiști și apropiat de Gustave Courbet, Antigna se distinge mai ales printre maeștrii din Ornans prin poezia și religia cu care își prezintă subiectele. Din 1860 realizează în special portrete ale aragonezilor, peisaje marine și multe scene bretone.
Subiectele sale prezintă și discriminarea dintre locuitorii orașelor și sătenii săraci din secolul al XIX-lea.
În 1861, s-a căsătorit cu Hélène-Marie Pettit, de asemenea pictoriță, nepoată a lui Ambroise Rendu. Fiul lor, André-Marc Antigna, a devenit pictor și miniaturist. Cumnatul lui Alexandre Antigna, criticul de artă Eugène Loudun, a prefațat catalogul pentru vânzarea care a avut loc după moartea sa. În același an a expus la Salonul de la Paris și a primit Legiunea de Onoare.
O biografie detaliată a pictorului a fost scrisă în 2007 de Christian Jamet la Éditions Demeter. O nouă ediție, mărită și îmbogățită, a fost publicată în 2017 de Corsaire Éditions.
Este înmormântat în cimitirul Montmartre.